# Prades-Salars
Prades-Salars – miejscowość i gmina we Francji, w regionie Oksytania, w departamencie Aveyron. W 2013 roku jej populacja wynosiła 288 mieszkańców. Przez gminę przepływa rzeka Vioulou. 